# Домой (песня)
«Домой» — песня российского рэп-исполнителя и музыканта Моргенштерна, выпущенная 10 декабря 2021 года в качестве сингла на лейбле Atlantic Records Russia. В песне исполнитель рассказывает о своём отъезде из России после обвинений в «торговле наркотиками в соцсетях» от председателя Следственного комитета Российской Федерации Александра Бастрыкина. Трек был слит в интернет 9 декабря, за день до релиза.

## Предыстория
19 ноября 2021 года Следственный комитет Российской Федерации начал проверку в отношении Алишера на пропаганду наркотиков из-за клипа на песню «Pablo». По версии следствия, в контенте, размещённом в 2013—2021 годах, могут содержаться призывы, склоняющие к потреблению наркотиков. 23 ноября 2021 года председатель Следственного комитета Российской Федерации Александр Бастрыкин обвинил Моргенштерна в «торговле наркотиками в соцсетях»: «Моргенштерн сегодня торгует наркотиками, по сути дела, в социальных сетях. Вовлекает в свою сферу общения огромное количество нашей молодежи», — заявил Бастрыкин на конференции «Роль права в обеспечении благополучия человека». Адвокат Моргенштерна Сергей Жорин заявил РБК, что высказывание Бастрыкина вызывает недоумение: «В данной ситуации, что мы об этом думаем и как мы будем реагировать, имеет второстепенное значение. Важно, как на это отреагируют подчиненные Александра Ивановича Бастрыкина. Не будут ли они это воспринимать как призыв к действию», — подчеркнул он. За полгода до заявления Бастрыкина, в июне 2021 года, Моргенштерн был оштрафован на 100.000 рублей за пропаганду наркотиков в клипах. Следом за обвинениями и проверками, 24 ноября Алишер уехал из России в ОАЭ.

## Текст
В песне рэпер рассказывает о своём отъезде из России после обвинений от председателя Следственного комитета РФ: «Bitch, это неправильно. Я в соцсетях торгую лишь своим ебальником». 25 ноября, на следующий день после отъезда из России, ресторан Моргенштерна «Kaif» закрыли после проверки за продажу нелегального алкоголя, на что Алишер в песне сказал: «Вы можете забрать мой Business, но не заберете Happiness. […] Вьебали рестик, но я не умру от голода». Новости о своём отъезде Алишер прокомментировал в песне: «Видали, как я дал по съёбам? Через границу, по паспорту, прям в вагоне (А чё, так можно было, что ли?). Я просто сажусь на поезд (Ту-ту). Новость громче, чем камбэк Оксимирона (Я нечаянно, старый, sorry)».

## Музыкальное видео
Музыкальный видеоклип был снят в Дубае, куда Моргенштерн уехал после обвинений от Следственного комитета РФ. Режиссёром клипа выступил Леонид Афетров (Kingeleo). Помимо Алишера в клипе присутствует его жена Дилара и таджикистанский певец Абдурозик. В начале видеоклипа звучит телевизионный репортаж РЕН ТВ об отъезде Моргенштерна из России. За первые несколько часов музыкальное видео заняло первую позицию трендов YouTube в России, собрав 1,5 миллиона просмотров.

## Чарты
| Чарт (2021)               | Высшая позиция |
| ------------------------- | -------------- |
| Россия (iTunes)           | 49             |
| Латвия (iTunes)           | 70             |
| Эстония (Apple Music)     | 8              |
| Россия (Apple Music)      | 7              |
| Украина (Apple Music)     | 10             |
| Латвия (Apple Music)      | 6              |
| Молдова (Apple Music)     | 21             |
| Литва (Apple Music)       | 17             |
| Таджикистан (Apple Music) | 53             |
| Казахстан (Apple Music)   | 66             |
| Азербайджан (Apple Music) | 79             |
| Кыргызстан (Apple Music)  | 117            |
| Армения (Apple Music)     | 149            |
| Польша (Apple Music)      | 186            |
| Россия (Spotify)          | 1              |
| Латвия (Spotify)          | 15             |
| Эстония (Spotify)         | 32             |
| Литва (Spotify)           | 163            |

| Чарт (2021)                   | Высшая позиция |
| ----------------------------- | -------------- |
| Москва (Apple Music)          | 7              |
| Санкт-Петербург (Apple Music) | 6              |
| Мир (ВКонтакте)               | 12             |